# Ammomanes
Ammomanes är ett fågelsläkte i familjen lärkor inom ordningen tättingar. Släktet omfattar tre arter som förekommer från Kap Verdeöarna till Indien:
- Sandökenlärka (A. cinctura)
- Rödstjärtad ökenlärka (A. phoenicura)
- Stenökenlärka (A. deserti)